# Hopkins County Museum and Heritage Park
Das Hopkins County Museum and Heritage Park ist ein Heimatmuseum mit Freilichtmuseum für das Hopkins County in Texas, es befindet sich in Sulphur Springs, dem Countyseat, und wird von der Hopkins County Historical Society betrieben.
Das Hopkins County Museum ist in dem 1910 errichteten George H. Wilson House untergebracht. Das Haus selbst ist nennenswert für seine ungewöhnlichen architektonischen Merkmale, darunter die geschnitzten Säulen, dem Dach aus geprägtem Zinn, Doppel-Mauern und eine Raumdecke im Regency-Stil. Die Raumdecken des Hauses sind original, mit Ausnahme eines Raumes, wo eine Decke eines früheren Opernhauses eingebaut wurde. In der Sammlung des Museums befinden sich Caddo-Artefakte, Erinnerungsstücke aus dem Sezessionskrieg, Puppen, Volkskunst, lokal gefundene Fossilien und historische Frauenkleidung. Im Museum ist außerdem ein Kronleuchter aus dem Palast von Maximilian I in Mexiko-Stadt zu sehen. Die gezeigten Ausstellungsstücke wurden in der Regel von Familien zur Verfügung gestellt, die im Hopkins County leben.
Der Heritage Park hat eine Fläche von 4,5 Hektar und zeigt historische Häuser und Gebäude, die woanders standen und auf dem Grundstück neuaufgebaut wurden. 2013 gab es elf Gebäude in dem Heritage Park, die meisten davon sind aus dem 19. Jahrhundert und wurden restauriert. Darunter sind eine funktionsfähige Schmiedewerkstatt, eine Kapelle, ein Dorfladen, Bauernhäuser, eine Getreidemühle, Blockhäuser und eine Druckerei sowie das Atkins House, was das älteste Backsteingebäude des Countys ist. Das Museum beabsichtigt, mit dem Heritage Park eine typische Kleinstadt aus der Zeit um die Wende vom 19. zum 20. Jahrhundert zu zeigen.
Das Hopkins County Museum and Heritage Park veranstaltet jährlich im Mai ein Folk Festival und im Oktober ein Fest zum Indian Summer, in dessen Rahmen ein Kochwettbewerb mit einem Dutch oven stattfand, indianische Tänzer und Geschichtenerzähler auftreten sowie traditionelle Handwerke wie das Kerzengießen und das Butterstampfen vorgeführt werden. Außerdem sind die historischen Werkstätten wie Schmiede und Getreidemühle in Betrieb. Ein Weihnachtsfest im Stil des 19. Jahrhunderts sowie Märkte für Kunsthandwerk und Bluegrasskonzerte sind ebenfalls Bestandteil des Jahresprogramms.
Die Texas Historical Commission erachtet Museum and Heritage Park als historische Stätten am früheren Bankhead Highway.

## Galerie

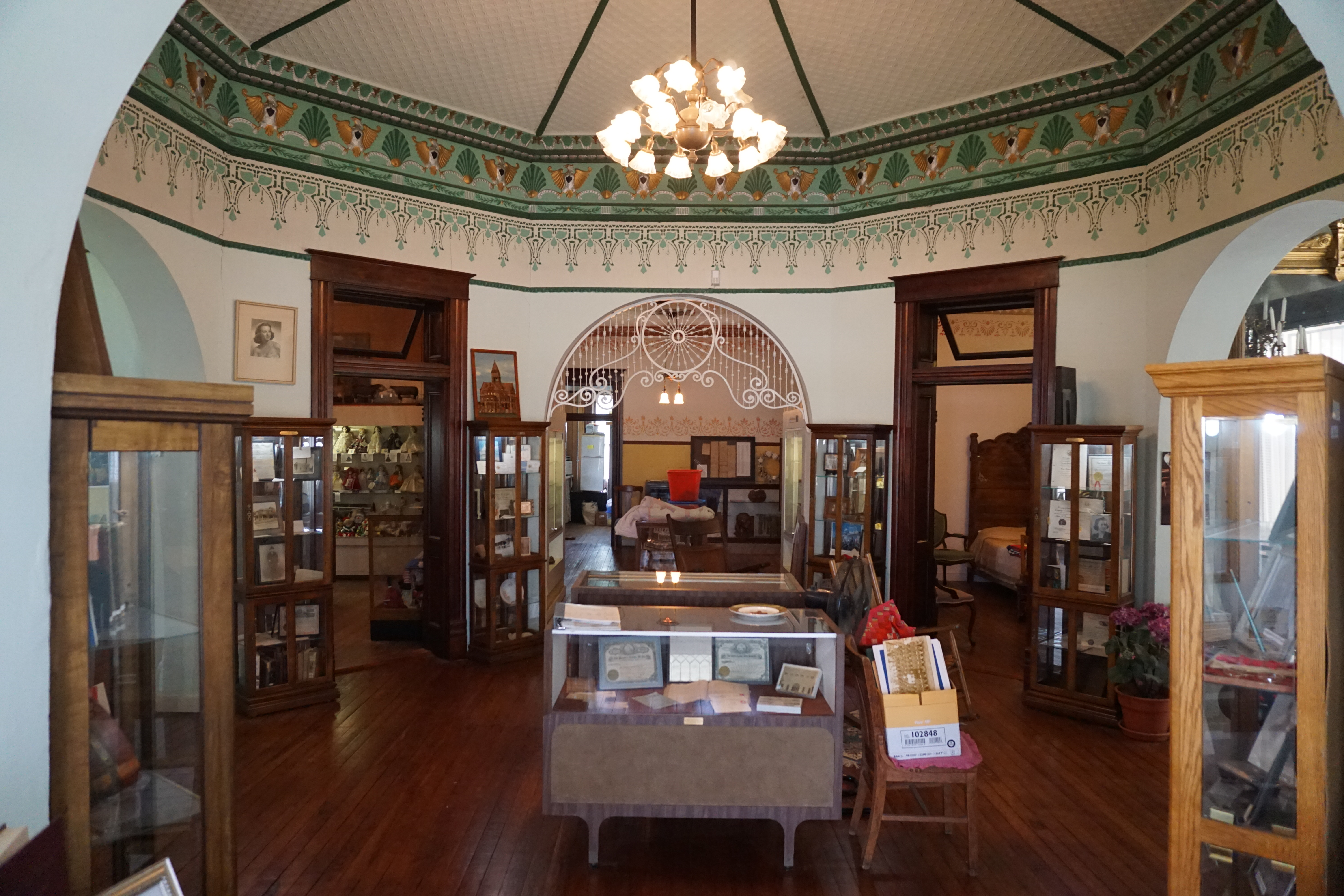
Im Museum
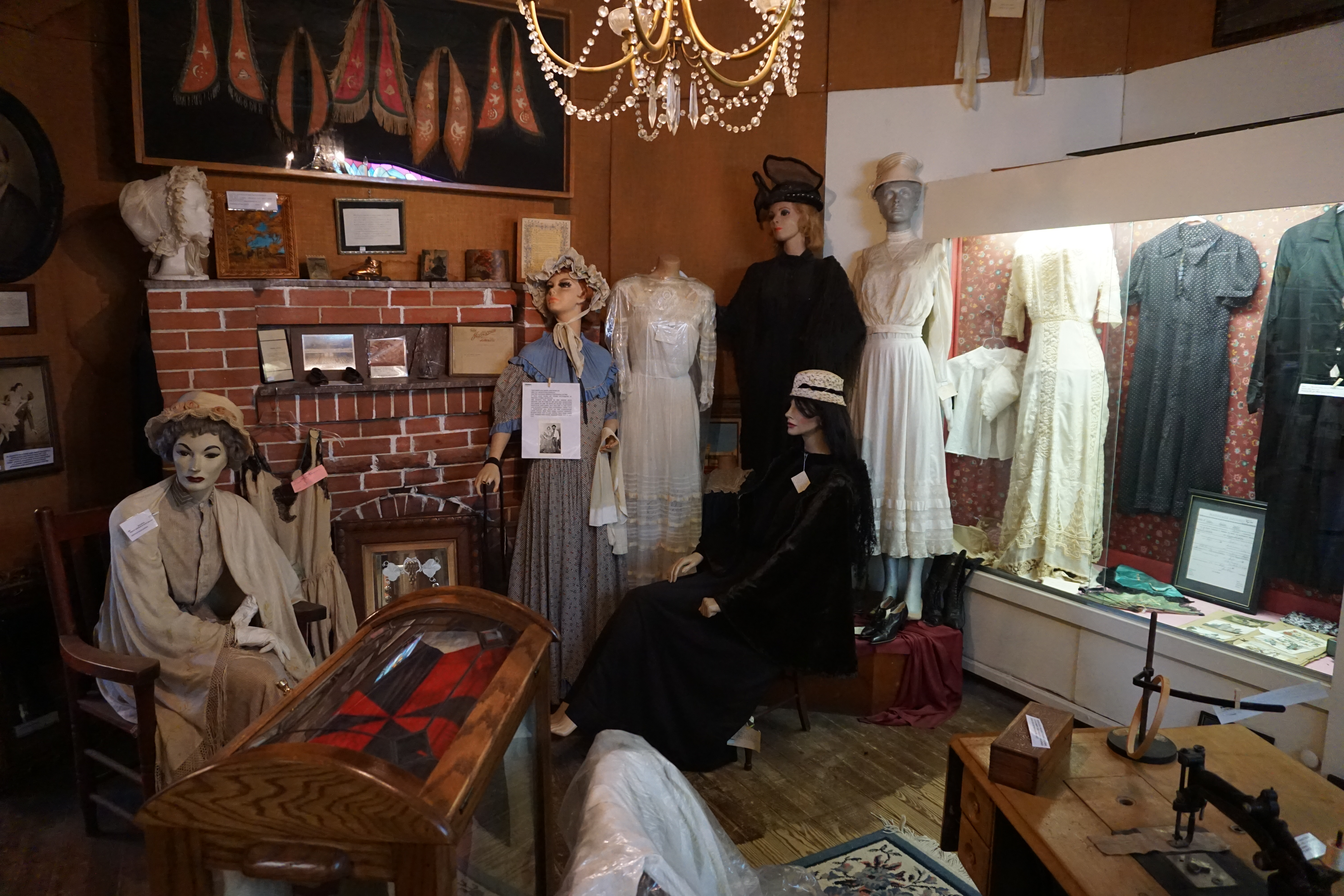
Kleiderausstellung
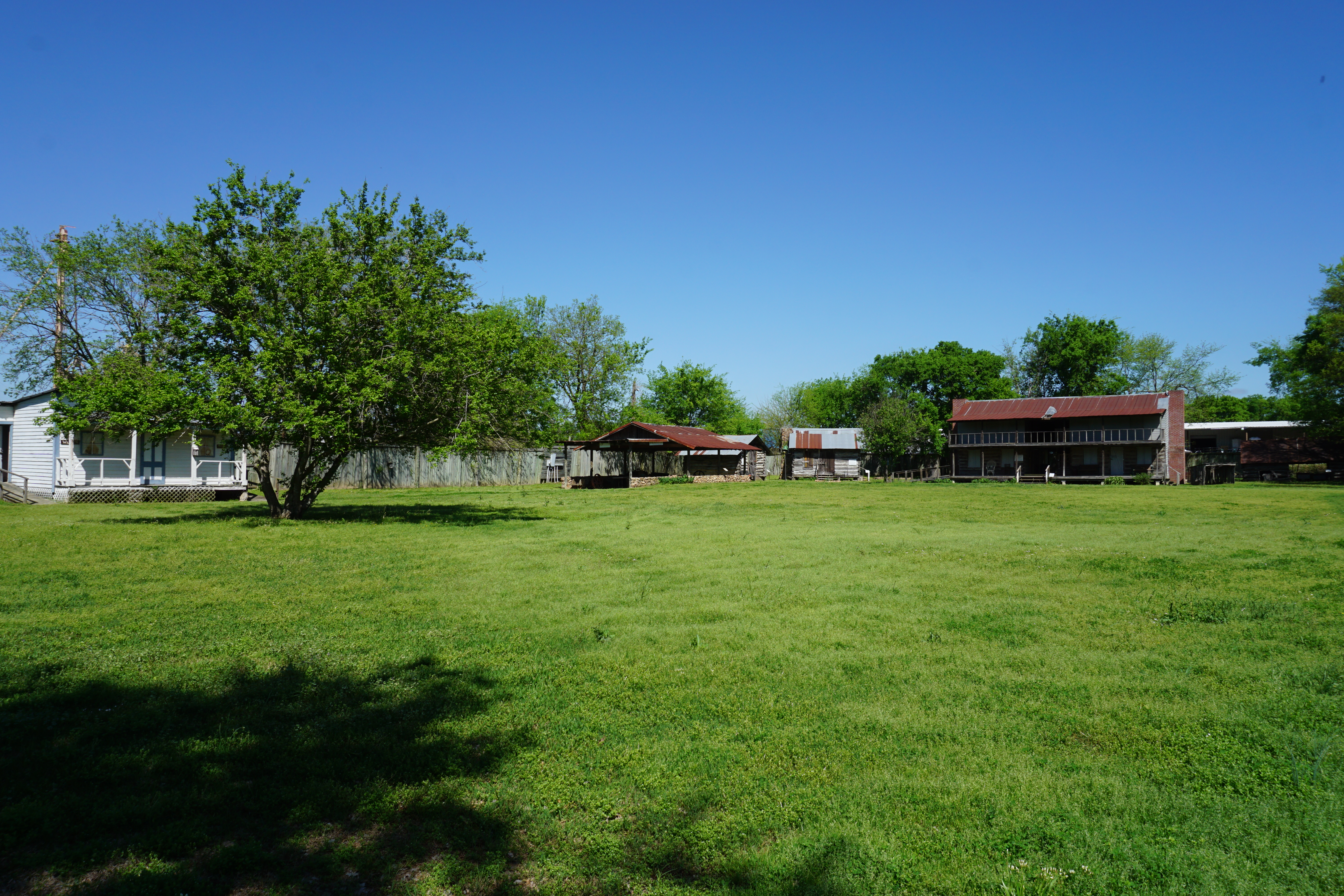
Heritage Park
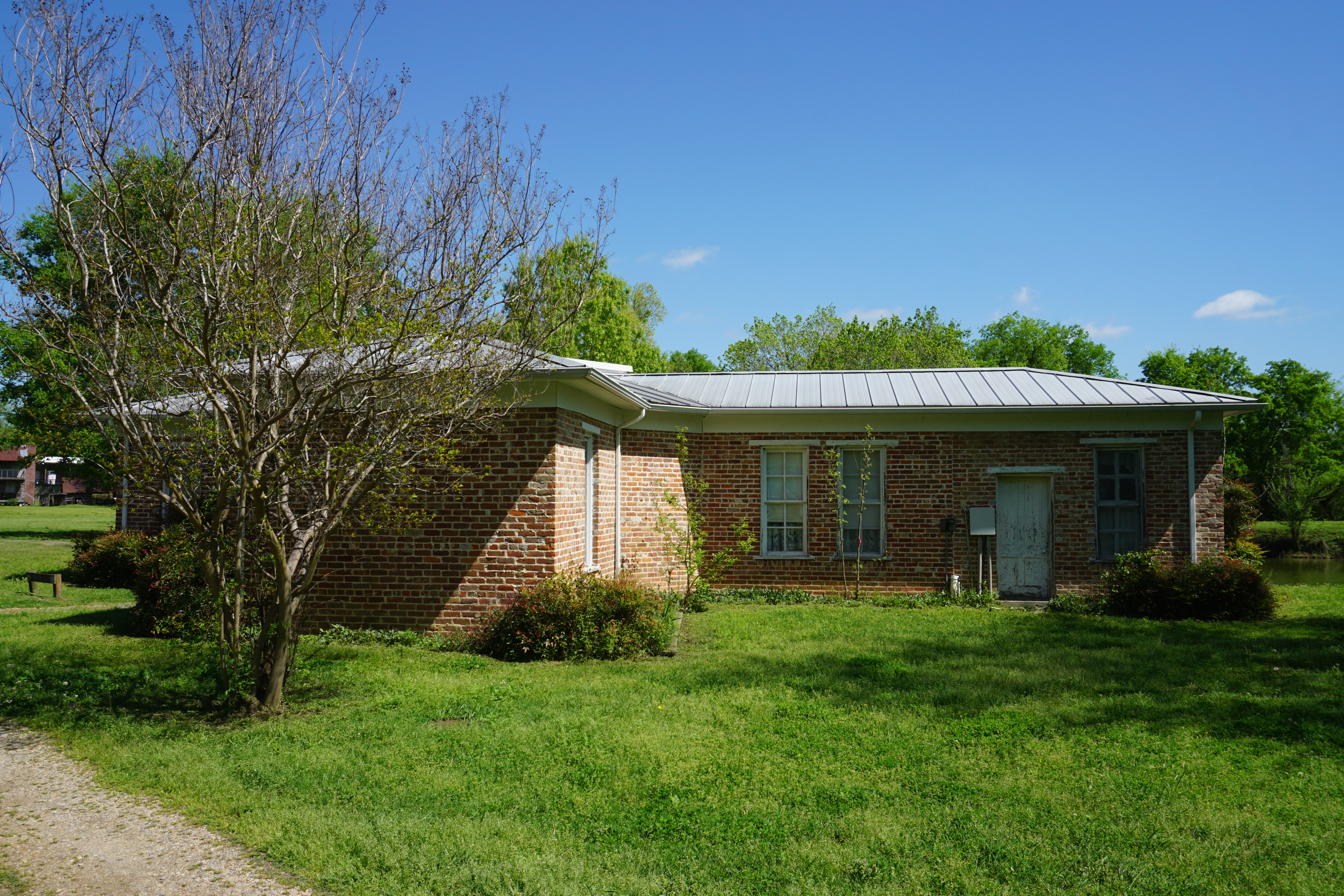
Atkins House

## Belege
1. ↑  Museums and Collections. City of Sulphur Springs, abgerufen am 29. März 2017.
2. ↑  J. E. Jennings: Sulphur Springs, TX (Hopkins County). Texas State Historical Association, 15. Juni 2010, abgerufen am 29. März 2017.
3. ↑   Hopkins County History a Life Long Work for Bill and June Tuck, KSST. Abgerufen am 29. März 2017 (englisch).
4. ↑   The Hopkins County Museum, Hopkins County Museum and Heritage Park. Abgerufen am 29. März 2017 (englisch).
5. ↑  Attractions. Sulphur Springs Department of Tourism, abgerufen am 29. März 2017.
6. ↑  The Hopkins County Museum and Heritage Park. Hopkins County Museum and Heritage Park, abgerufen am 29. März 2017 (englisch).
7. ↑  Sharry Buckner: Texas: hundreds of Ideas for day trips with the kids (= Fun with the family series). 7. Auflage. Gpp Travel, Old Saybrook, Conn. 2010, ISBN 978-0-7627-6320-7, S. 220 (englisch, books.google.de).
8. ↑  Hopkins County Museum and Heritage Park. Office of the Governor, Economic Development and Tourism, archiviert vom Original am 27. April 2017; abgerufen am 29. März 2017.  Info: Der Archivlink wurde automatisch eingesetzt und noch nicht geprüft. Bitte prüfe Original- und Archivlink gemäß Anleitung und entferne dann diesen Hinweis.
9. ↑   "Updated" Indian Summer Days At Heritage Park; Dutch Oven Cooking Contest Winners, KSST. Abgerufen am 29. März 2017
10. ↑  Hopkins County Museum and Heritage Park. Archiviert vom Original am 28. April 2017; abgerufen am 29. März 2017.  Info: Der Archivlink wurde automatisch eingesetzt und noch nicht geprüft. Bitte prüfe Original- und Archivlink gemäß Anleitung und entferne dann diesen Hinweis.
11. ↑  Bankhead Highway. Texas Historical Commission, abgerufen am 29. März 2017.